# Paul Diacre
Pour les articles homonymes, voir Diacre.
Paul Diacre (en latin : Paulus Diaconus, Paulus Cassinensis ou Barnefridus ; en italien : Paolo Diacono ou Varnefrido ; en français, cité aussi sous Paul Warnefred ou Warnefried), né à Cividale del Friuli vers 720 et mort à Mont-Cassin vers 799, est un moine bénédictin, historien, chroniqueur et poète du VIIIe siècle, d'origine lombarde et d'expression latine.

## Biographie
Paul Diacre est né entre 720 et 724 à Cividale del Friuli, chef-lieu du duché lombard du Frioul. Sa famille appartient à la vieille noblesse lombarde issue d’un certain Leupichis, qui est arrivé en Italie du Nord avec le roi Alboïn en 568. Ce Leupichis a pour fils Lopichis, père d'Arichis, grand-père paternel de Paul Diacre.
Son père s'appelle Warnefried, nom que Paul attache souvent au sien, et sa mère Theudelinde. Lui-même se donne le nom de « diacre » sans que l’on ne sache rien de son ordination.
Probablement formé à la Cour de Pavie (Ticinum), capitale lombarde, sous le règne du roi Ratchis (744-749), il reste dans la cour royale sous ses successeurs les rois Aistulf et Desiderius (« Didier »). Il est l’élève du grammairien Flavien. Précepteur des enfants de Didier, et surtout de sa fille Adalberge, il accompagne celle-ci après son mariage en 762 avec le duc lombard Arigis II de Bénévent.
Après la conquête du royaume lombard par Charlemagne en 774, Paul Diacre entre comme moine à l’abbaye bénédictine du Mont-Cassin ; en 776 une révolte éclate contre la souveraineté franque dans le Frioul ; le frère de Paul, Arichis, impliqué, est expédié prisonnier en Franconie, et ses biens confisqués. Paul se rend à la cour franque et obtient de Charlemagne la libération de son frère. Charlemagne accueille avec satisfaction ce grand lettré. À partir de 782, il participe à la « Renaissance carolingienne » en séjournant cinq années à sa cour, aux côtés notamment de Paulin d'Aquilée, de Pierre de Pise et d’Alcuin. Il compose des poèmes de circonstance, des œuvres grammaticales et historiques.
Vers 783, à la demande d'Angilram, évêque de Metz et archichapelain de Charlemagne, il rédige les Gesta episcoporum Mettensium pour narrer l’histoire des évêques de Metz et de la dynastie carolingienne, en insistant sur le rôle de saint Arnoul dont le fils a épousé une fille de Pépin Ier de Landen et qui est ainsi le cofondateur de la lignée carolingienne.
Vers 786, il se retire au Mont-Cassin, où il consacre ses dernières années à l’écriture : il y compose notamment son Histoire des Lombards (Historia Langobardorum), une histoire du peuple lombard allant des origines à l’an 744 (mort du roi Liutprand) et rédigée de 787 à 789 ; il compile à la demande de Charlemagne un Homéliaire, recueil de 244 homélies patristiques destinées aux lectures liturgiques de l’office et peut-être aussi pour aider à la prédication. La collection originale a été amplifiée par la suite. Charlemagne en prescrit l’usage dans un capitulaire rendu entre 786 et 800 et cet homéliaire supplante les plus anciens ; il est utilisé comme lectionnaire patristique par l’église latine jusqu’au concile de Vatican II.
On attribue à Paul Diacre la composition de l'hymne chrétienne Ave Maris Stella et de l’hymne de saint Jean-Baptiste : Ut queant laxis resonare fibris. C'est à partir de la première syllabe de chacun des six premiers hémistiches de cette œuvre qu'au XIe siècle Guido d'Arezzo nommera les notes de Ut à La pour son système de solmisation :
« UT queant laxis
REsonare fibris
MIra gestorum
FAmuli tuorum
SOLve polluti
LAbii reatum
Sancte Iohannes »
La note SI, dont le nom est composé des deux initiales du dernier vers de l'hymne, Sancte Iohannes, ne fut ajoutée qu'à la fin du XVIe siècle.
Il meurt à l’abbaye de Mont-Cassin un 13 avril, sans doute entre 797 et 799, avant le couronnement impérial de Charlemagne de Noël 800.

## Œuvres
- Travaux philologiques :
  - De verborum significatione, un abrégé de la grammaire de Festus
  - Commentarius in Donatum.
- Poésie :
  - De laude Larii laci, hymne à la louange du lac de Côme
  - A principio saeculorum, poème sur les six âges du monde composé en 763 et dédié à Adelperga
  - Carmina, épitaphes pour des grands personnages de la cour lombarde et carolingienne.
  - Trois fables lui sont attribuées : Leo aeger, vulpis et ursus (Le lion malade, la renarde et l’ourse), Vitellus et ciconia (Le veau et la cigogne), Pulix et podagra (La puce et la goutte).
- Œuvre historique :
  - Historia romana, rédigée à la demande d'Adelperga, remaniement et continuation du Brevarium d'Eutrope jusqu'au milieu du règne de Justinien en 553
  - Gesta episcoporum Mettensium (histoire des évêques de Metz, traduit en anglais par Damien Kempf et paru en 2013)
  - Historia Langobardorum.
- Littérature religieuse :
  - Vita beati Gregorii papae, composée lors de son second séjour au Mont-Cassin
  - Homéliaire.

#### Bases de données et dictionnaires
- Ressources relatives à la musique :   - Discography of American Historical Recordings
  - Répertoire international des sources musicales
- Ressources relatives aux beaux-arts :   - British Museum
  - Sandrart.net
- Ressource relative à la religion :   - Dictionnaire de spiritualité
- Notices dans des dictionnaires ou encyclopédies généralistes :   - Britannica
  - Brockhaus
  - Den Store Danske Encyklopædi
  - Deutsche Biographie
  - Dizionario biografico dei Friulani
  - Dizionario biografico degli italiani
  - Dizionario di Storia
  - Enciclopedia italiana
  - Gran Enciclopèdia Catalana
  - Hrvatska Enciklopedija
  - Internetowa encyklopedia PWN
  - Nationalencyklopedin
  - Proleksis enciklopedija
  - Store norske leksikon
  - Treccani
  - Universalis
- Notices d'autorité :   - VIAF
  - ISNI
  - BnF (données)
  - IdRef
  - LCCN
  - GND
  - Italie
  - Japon
  - CiNii
  - Espagne
  - Belgique
  - Pays-Bas
  - Pologne
  - Israël
  - NUKAT
  - Suède
  - Vatican
  - Canada
  - WorldCat